# Aurinia saxatilis
Aurinia saxatilis, llamada cesto de oro, es una planta ornamental nativa de Asia y Europa.

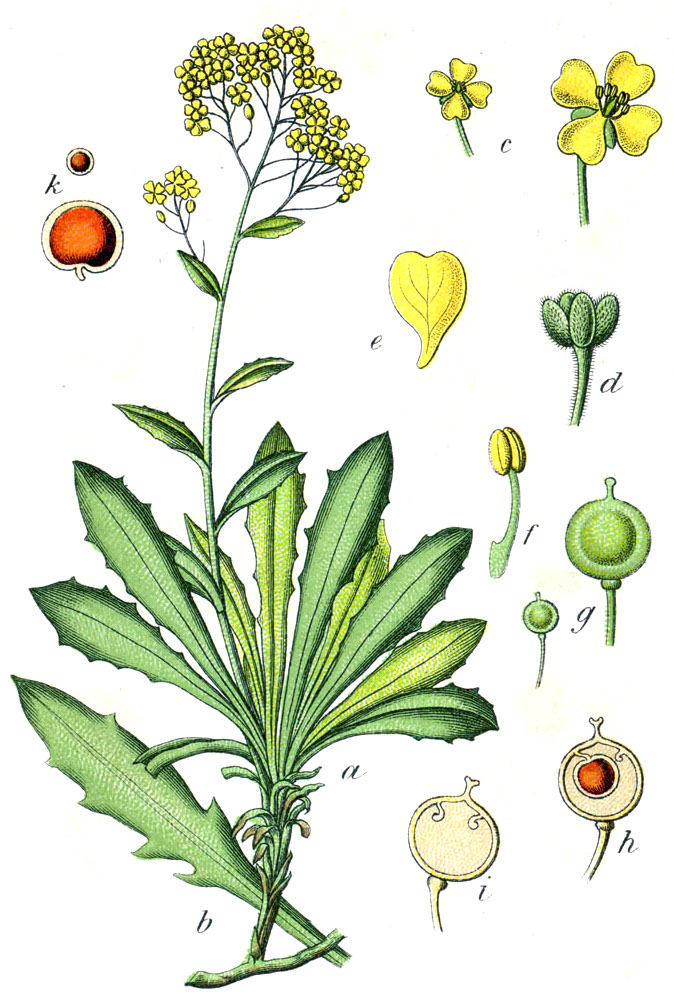
Ilustración

## Descripción
Apreciada por sus flores que están agrupadas en sus extremidades y son de un color amarillo vivo y brillante, su nombre de «cesto de oro» está asociado al nombre científico de este género. Para su hábitat prefiere sitios rocosos y bien drenados, no necesitando suelo muy fértil. Resiste muy bien la poca humedad. Florece de abril a junio en el hemisferio norte y forma la simiente en julio.

## Taxonomía
Aurinia saxatilis fue descrita por Lineo y posteriormente renombrada por Nicaise Augustin Desvaux y publicado en Journal de Botanique, Appliquée à l'Agriculture, à la Pharmacie, à la Médecine et aux Arts 3(4): 162. 1814[1815].
Sinonimia
- Aethionema saxatile (L.) R.Br.
- Alyssum saxatile L.[5]
- Adyseton saxatile (L.) Sweet
- Adyseton sibiricum G.Don
- Alyssum cheirifolium Steud.
- Alyssum minus subsp. micranthum (C.A. Mey.) Breistr.
- Alyssum saxatile subsp. arduinii (Fritsch) Hayek
- Aurinia saxatilis subsp. arduinii (Fritsch) Dostál
- Aurinia saxatilis subsp. saxatilis (L.) Desv.
- Crucifera saxatilis (L.) E.H.L.Krause[6]